# Trafalgar Theatre
Il Trafalgar Theatre, precedentemente noto come Whitehall Theatre e Trafalgar Studios, è un teatro del West End londinese, sito nella città di Westminster.

## Storia
Il Whitehall Theatre fu progettato da Edward A. Stone, con interni in stile art deco disegnati da Marc-Henri e Laverdet. Il teatro aprì il pubblico il 29 settembre 1930 con una capienza di 634 spettatori. La programmazione del teatro consisteva prevalentemente di commedie leggeri e, soprattutto durante la seconda guerra mondiale, di riviste, come accadeva in tutto il West End. Nel 1942 Phyllis Dixey divenne la prima donna ad esibirsi in uno spogliarello nel distretto dei teatri e il suo numero ottenne un tale successo che la Dixey affittò il teatro per i successivi cinque anni, continuando ad esibirvisi.
Il successo del teatro fu consolidato da cinque farse di enorme successo che rimasero in scena al teatro pre 14 anni tra il 1950 e il 1964. Nel 1971 Paul Raymond acquistò il teatro e lo utilizzò per i suoi spettacoli erotici, già debuttati nel 1969 e continuamente in scena per cinque anni. Dal 1975 il teatro rimase chiuso fino al 1982, quando il Whitehall fu riaperto con la pièce Private Dick. Il teatro fu brevemente convertito in un museo di cimeli della seconda guerra mondiale, prima di essere acquistato dal Maybox Theatres che lo affidò alla direzione artistica di Ian Albery. Il teatro fu ristrutturato e riaperto nel 1986 con il dramma When We Are Married di J.B. Priestley. Successivamente il teatro ha ospitato apprezzate produzioni de L'importanza di chiamarsi Ernesto e In viaggio con mia zia, oltre che one-man-shows di Maria Friedman ed Enno Marchetto.
Dal 1997 al 1999 il teatro fu convertito in uno studio radiofonico e televisivo, usato principalmente per trasmettere programmi della BBC Radio 4. Successivamente il teatro tornò alla sua funzione originale, ospitando Tre sorelle, Puppetry of the Penis, Art e Rat Pack Confidential. Il teatro fu acquistato dall'Ambassador Theatre Group (ATG), che lo divise in due sale: lo Studio 1, aperto al pubblico nel giugno 2004 con l'Otello della Royal Shakespeare Company, e lo Studio 2, aperto nell'ottobre 2015 con Cyprus.
Dal 2004 il teatro ha dedicato la propria programmazione ad allestimenti di alto profilo di grandi classici del teatro musicale e di prosa. Il musical di Stephen Sondheim Sweeney Todd: The Demon Barber of Fleet Street andò in scena nel 2004, seguito da una stagione dalla Royal Shakespeare Company, e da revival di Bent (2006), Intrattenendo Mr Sloane con Imelda Staunton (2009) e Il canto di Natale (2010). Altre produzioni di alto profilo andate in scena ai Trafalgar Studios comprendono Macbeth con James McAvoy e Claire Foy (2013), Riccardo III con Martin Freeman (2014), Le serve con Uzo Aduba (2016), Apologia con Stockard Channing (2017) e Speech and Debate con Douglas Booth (2017).
Nel dicembre 1996 il teatro è stato registrato come monumento classificato di secondo grado dall'English Heritage. Nel maggio 2016 Howard Panter e Rosemary Squire hanno annunciato che il teatro non sarebbe stato più gestito dall'ATG, ma da un gruppo indipendente fondato da loro e chiamato Trafalgar Entertainment Group (TEG). Nel 2020 le due sale dei Trafalgar Studios sono state accorpate nuovamente in un'unica platea da 630 spettatori e, alla sua riapertura nel 2021 dopo la chiusura del West End in seguito alla pandemia di COVID-19, il teatro è stato ribattezzato Trafalgar Theatre.